# Вірусне повідомлення
Вірусні повідомлення — це візуальні та / або текстові повідомлення, інтернет-меми, які масово передаються від людини до людини через соціальні мережі.
Активно використовуються в маркетингу. Спілкування за допомогою коротких текстових повідомлень (СМС) та медіафайлів, які можна легко пересилати (наприклад, інтернет-відео), здатне ефективно посилити маркетинг «із уст в уста».
Алгоритм для створення успішних вірусних маркетингових повідомлень, де успіх визначається позитивним прибутком від інвестицій, загалом має три кроки:
1. визначення інфлуенсерів — людей з високим потенціалом соціальних мереж (SNP, Social networking potential, див. Аналіз соціальних мереж);
2. передати переконливу інформацію, яка спонукає інфлюенсерів придбати те, що пропонує маркетолог;
3. надавати потенційно вірусну інформацію, яку люди з високим SNP можуть публікувати на своїх сторінках у соціальних мережах.